# 下村彌一
下村 彌一（しもむら・やいち、1897年（明治30年）8月16日 - 1990年（平成2年）4月6日）は、日本の実業家。坂本龍一の祖父。

## 経歴
長崎県諫早市出身。下村代助の三男。生家は小さな農家である。1905年に父の代助は家族を連れ佐世保に移住し、市役所の臨時雇いの雑用夫として働いた。
現在の佐世保市立白南風小学校を卒業後、家が貧しかったため佐世保海軍工廠の見習工になった。しかし、進学が諦め切れず旧制長崎県立佐世保中学校の校長を訪ねて直談判し、試験を受けて中学4年に編入学する。1919年に旧制第五高等学校文科甲類に入学し、池田勇人と友人となり、1922年に卒業。1925年に京都帝国大学法学部を卒業し、小学校時代の恩師の娘・美代と結婚。共保生命保険（後に野村生命保険→東京生命保険）に入社。同社では1947年に取締役となり、1952年に常務取締役兼契約部長に就任した。
その後に不二サッシに転じて副社長を務め、東亜航空社長を経て、1971年に東亜航空と日本国内航空の合併により創業した東亜国内航空（後に日本エアシステム）の初代会長に就任。1年後の1972年、東亜国内航空の経営立て直しの為に社長に就任した。
1990年4月6日、心不全のために東京都中央区の聖路加国際病院にてその生涯を終えた。92歳没。

## 人物
旧制五高時代は第58代内閣総理大臣を務めた池田勇人、昭和時代の文部大臣・大牟田市長を務めた荒木萬壽夫と同級生であったという。母校である旧制第五高等学校の寮歌である『武夫原頭（ぶふげんとう）に』をこよなく愛し、日本寮歌祭にも良く参加していたという。晩年は旧制高校の教育や精神を今に活かすことを訴えて『日本の高等教育を考える会』の活動に参加していた。
宗教は真宗。趣味は読書、囲碁。

## 親族
下村家について、ファミリーヒストリーの取材に彌一の息子の由一は「ほったて小屋で梁がむき出し。朝起きると布団の上にアオダイショウがおっこってくる。小作人だったと思うんですが、土地も捨てて佐世保にでた。」などと述べている。彌一の家族は妻・美代、長女・敬子（編集者坂本一亀の妻）の下に3人の息子がいる。長男の由一（千葉大学名誉教授）は東京大学で国際関係学を学び、ローザ・ルクセンブルクの研究者となり、東西冷戦初期に東ドイツへ亡命したが、のちにドイツ人妻とともに帰国した。ほかに二男・了二（伊藤忠、慶応義塾大学卒）と三男・三郎（数学教師、早稲田大学卒）。音楽家の坂本龍一は孫に当たる。

## 著書
- 『わが師わが友』私家版、1991年